# Centro Comercial Borj Fez
El Centro Comercial Borj Fès es un centro comercial ubicado en la ciudad de Fez en el país africano de Marruecos. Abarca tres niveles principales, además de un nivel reservado para el estacionamiento. Las obras de construcción se iniciaron en 2010, siendo inaugurado oficialmente en 2013.